# Octarrhena gracilis
Octarrhena gracilis là một loài thực vật có hoa trong họ Lan. Loài này được (L.O.Williams) Schuit. mô tả khoa học đầu tiên năm 2003.